# Infrastrukturmanagement
Infrastrukturmanagement ist eine Ingenieurwissenschaft, die sich aus verschiedenen Fachbereichen des Bauwesens und der Wirtschaftswissenschaften zusammensetzt. Sie hat den Anspruch beide Disziplinen bei Planung, Ausführung und Betrieb unterschiedlicher Infrastrukturen optimal miteinander zu verbinden.

## Unterscheidung von Infrastrukturen
Durch den ständigen Wandel im Bereich der Infrastruktur kann der Begriff nur durch das Eingrenzen in Themenbereiche genauer definiert werden. Die zwei Wichtigsten sind die soziale und die technische Infrastruktur. Die soziale Infrastruktur befasst sich in erster Linie mit Dienstleistungseinrichtungen für die Bevölkerung. Diese beinhalten z. B. Bildungszentren (Schulen, Universitäten), Gesundheitseinrichtungen (Krankenhäuser) und Freizeitmöglichkeiten (Museen, Zoos). Im Gegensatz dazu wird der Begriff technische Infrastruktur durch die Wörter Kommunikation, Verkehr und Ver- und Entsorgung definiert.
Der Infrastrukturmanager befasst sich während seines Studiums hauptsächlich mit der technischen Infrastruktur. Die unten folgenden Beschreibungen der Teilgebiete werden dies noch detaillierter aufzeigen.

## Wortherkunft
Der Sammelbegriff Infrastruktur wird in vielen unterschiedlichen Bereichen genutzt, ursprünglich ist er jedoch von dem lateinischen infra (unten, unterhalb) abgeleitet. Die Infrastruktur bezieht sich nicht nur auf den Tiefbau / Unterbau, sondern bezeichnet im Allgemeinen alle notwendigen Institutionen, welche zur Gewährleistung einer Volkswirtschaft beitragen. Es ist zwischen der bestehenden Infrastruktur (räumliche Lage, Klima, Bevölkerung), der technischen Infrastruktur (Versorgungsleitungen, Kommunikation) und der durch den Staat geschaffene wirtschaftlichen Infrastruktur (Wirtschaftsordnung, staatliche Investitionen und Subventionen für Infrastrukturprojekte) zu unterscheiden.
Der Begriff Management taucht heutzutage meist im Zusammenhang mit der Führung bzw. Leitung auf. Ursprünglich geht man davon aus, dass die Wortwurzel aus dem lateinischen „manus agere“, „an der Hand führen“ stammt. Der Manager ist meist mit der Koordinierung von Projekten, Gebäuden und Menschen beauftragt und sein Ziel ist es, eine optimale Ausführung zu erreichen.

## Studium
Der Studiengang Infrastrukturmanagement wird an der Hochschule für Technik Stuttgart angeboten. Dieser kombiniert eine Vielzahl von Fächern aus den Bereichen Bauwesen und Wirtschaftswissenschaften. Der Infrastrukturmanager soll die Schnittstelle zwischen den Projektbeteiligten, z. B. baulich und kaufmännisch miteinander zu verbinden. Gleichzeitig werden die Belange Sicherheit, Funktionalität, Wirtschaftlichkeit, sowie die wechselseitigen Beziehung in Bezug auf die Bevölkerung und die Umwelt berücksichtigt. Die kommunalen Infrastrukturen werden immer komplexer, sowohl von der technischen Seite als auch von der Verwaltungsseite, es entstehen neue Infrastruktursysteme, die mit den klassischen Methoden nicht mehr beherrscht werden können (z. B. Megacities), aus diesem Grund wurde der dieses Berufsbild, der speziell für die Bedürfnisse von kommunalen Infrastrukturen konzipierte,
interdisziplinäre Studiengang Infrastrukturmanagement geschaffen.
Das Studium gliedert sich in ein Grundstudium (Semester 1 und 2) und ein Hauptstudium (Semester 3 bis 7). Es ist modular aufgebaut und umfasst insgesamt 210 Credit Points. Das Grundstudium wird mit der Bachelor-Vorprüfung abgeschlossen.
Im vierten Semester soll das Betreute Praktische Studienprojekt angetreten werden, dabei arbeiten die Studierenden bei einer geeigneten Praxisstelle, betreut von der Hochschule und sammeln berufsbezogene Erfahrungen. Die Module aus dem Grundstudium werden im Hauptstudium aufbauend vertieft. Im Semester 7 kann die Bachelor-Thesis verfasst werden. Das Modul Bachelorarbeit (Thesis) besteht aus der schriftlichen Ausarbeitung und einem Kolloquium. Im Kolloquium soll der Student die Thesis und seine daraus gewonnenen Erkenntnisse vertreten.
Für Studierende des Bachelor-Studiengangs Infrastrukturmanagement bestehen Kontakte zu vielen Partnerhochschulen weltweit.
Der Studiengang Infrastrukturmanagement wurde 2007 vom Akkreditierungsrat der ASIIN begutachtet in einem externen Audit erfolgreich akkreditiert.

## Teilgebiete

Aufbau des Studiums

### Verkehrsinfrastruktur
Um die unterschiedlichen Aspekte der Verkehrsinfrastruktur auszuwerten, eignet sich der Infrastrukturmanager während seines Studiums Wissen an, um die Leistungsfähigkeit von Straßen, Knotenpunkten und Anlagen des öffentlichen Personennahverkehrs beurteilen und berechnen zu können.
Im Laufe des Studiums werden die verschiedenen Verkehrssysteme und Grundlagen des Verkehrsablaufes auf Straßen und Schienenstrecken betrachtet.
Der Infrastrukturmanager ist in der Lage skizzierte und computerunterstützten Entwürfen von Knotenpunkten, Anlagen des ruhenden Verkehrs und Regelquerschnitten anhand von Richtlinien gezielt umzusetzen. Des Weiteren erwirbt er Kenntnisse über die Trassierung einer Straße. Neben dem Entwurf und der Planung des Verkehrs, ist der Straßenbau mit der technischen Herstellung von Straßen und Wegen ein wesentlicher Bestandteil des Studiums. Dies befähigt ihn dazu, Aussagen über Aufbau, Dimensionierung, Beanspruchung und die daraus resultierenden Anforderungen an die Baustoffe zu treffen. Darüber hinaus verfügt er auch über die betriebswirtschaftlichen und technischen Kenntnisse, eine Baumaßnahme zu kalkulieren und durchzuführen.
Um auch Verkehrsprojekte Tiefbau durchführen zu können, verfügt er über Wissen aus der Geologie. Dazu gehören zum einen der Felshohlraumbau, zum anderen die Bodenmechanik. Er hat die Fähigkeit den Aufbau des Baugrundes und die damit verknüpften geologischen Schwierigkeiten zu erkennen und Gegenmaßnahmen einzuleiten.

### Energie und Umwelt
Aufgrund des steigenden Energiebedarfs wird der Energiewirtschaft innerhalb des Studiums ein besonderer Stellenwert zugeschrieben.
Dem Infrastrukturmanager wird fundiertes Wissen über die verschiedenen konventionellen und alternativen Energiesysteme vermittelt. Dabei findet eine Unterscheidung zwischen der Stromerzeugung in Kraftwerken und der Gebäudeenergietechnik statt.
Im Bereich Energieerzeugung im Kraftwerk werden die verschiedenen Kraftwerkstypen und ihre Vor- und Nachteile behandelt. Da bei der Stromerzeugung viel ungenutzte Abwärme entsteht, werden Techniken zur Abwärmenutzung und Kraftwerksoptimierung behandelt.
Im Gebäudeenergiebereich wird der Einsatz von Solarthermie, Photovoltaik, Geothermie und Biomasse besprochen. Des Weiteren werden die Auslegung der Kraftwerke und die daraus resultierende Wirtschaftlichkeit der Anlage gelehrt.
Da heute auch die Energieeffizienz entscheidenden Einfluss auf die Wirtschaftlichkeit von Gebäuden hat, verfügt der Infrastrukturmanager nach seinem Studium über Wissen, welches ihm hilft, die verschiedenen Bau- und Dämmstoffe gezielt einzusetzen. Energie- und Umweltmanagement beleuchtet die Nachhaltigkeit und den Umweltschutz.

### Siedlungswirtschaft
Eines der bedeutsamsten Gebiete der Siedlungswirtschaft ist die Wasserversorgung, welche die Bemessung, Konstruktion und Berechnung von Rohrleitungssystemen und den Aufbau von Wasserverteilungssystemen beinhaltet. Zusätzlich kann der Infrastrukturmanager Sachverstand über den Betrieb und die Technik von Speicheranlagen und Rohrhydraulik vorweisen.
Neben der Wasserversorgung ist die Abwasserentsorgung ein wichtiges Gebiet, das grundlegende strategische Ansätze zur Ordnung der Abwasserverhältnisse kommunaler und industrieller Areale benötigt. Hier zeichnet sich der Infrastrukturmanager durch Fachkenntnis in Entwässerungsverfahren im Zusammenhang mit Regenwassermanagement und Abwasserreinigung aus. Zu seinen Qualifikationen gehören hydraulische Berechnungen von Abwasserkanälen und statische Berechnungen von Entwässerungsleitungen.
Ergänzt werden diese Themenkomplexe durch die Abfallwirtschaft. Der Infrastrukturmanager verfügt über die grundlegenden Kenntnisse und Zusammenhänge bei der Abfallvermeidung, -verwertung, -beseitigung und im Abfallrecht. Darüber hinaus kennt er die einzelnen Abfallarten und ihre Gefahr für die Umwelt. Hieraus lassen sich Abfallwirtschaftskonzepte, Sammlung der Abfälle und mögliche Abfallverwertungen ableiten.

### Stadtplanung
Dem Infrastrukturmanager sind die Grundlagen im Kontext der gesamtstädtischen Strukturen und Entwicklungsprozessen bekannt. Darauf aufbauend kann er den öffentlichen Raum anhand von Bebauungsstrukturen, Erschließung und Qualitätsmerkmalen der Raum- und Flächengestaltung untersuchen. Besonders geschult ist der Infrastrukturmanager hierbei in der Analyse von städtebaulichen Strukturen.
Das eigenständige, kreative Erstellen von städtebaulichen Entwürfen gehört ebenso zu den Kompetenzen eines Infrastrukturmanagers wie die Einbindung von Infrastruktur und Erschließung. Dies ermöglicht ihm eine ganzheitliche Betrachtung von Entwurf, Ver- und Entsorgungssystemen, Parkmöglichkeiten und Wegenetzen.
Zur Infrastruktur gehört auch der Bereich Brandschutz, welcher konstruktive Brandschutzlösungen bietet. Um entsprechende Schutzmaßnahmen zu planen, ist es erforderlich die Entstehung eines Brandes und den Brandverlauf von Feuer und Rauch zu kennen. Der Infrastrukturmanager ist hierfür im baulichen Brandschutz geschult und kennt sich mit Richtlinien, Brandschutzeinrichtungen und der Fluchtwegeplanung aus. Ein anderes Tätigkeitsfeld ist die Behandlung rechtlicher, technischer, konzeptioneller sowie institutioneller Anforderungen und Präventionsmaßnahmen im Bereich Katastrophenschutz.

### Projektmanagement
Projekt- und Baumanagement benötigt immer auch ein gewisses Maß an Grundlagen-, Organisations-, Methoden- und sozialer Kompetenz. Der Infrastrukturmanager verfügt über diese vertieften Kenntnisse des Bauprojektmanagements. Gerade die klassischen Handlungsbereiche des Projektmanagements, wie Projektorganisation, Vertrags-, Termin-, Kosten- und Qualitätsmanagement, aber auch Spezialthemen, wie Projektentwicklung und Facilitymanagement, werden bereits während des Studiums anhand von praxisnahen Beispielen behandelt.
Im Bereich der Bauorganisation besitzt der Infrastrukturmanager ein fundiertes Grundverständnis für die Abläufe bei der Planung und Ausführung von Bauobjekten. Dazu gehören Erkenntnisse über die Planungstechniken bei der Verfahrens-, Ablauf- und Bereitstellungsplanung.
Ein weiterer Wissensbereich ist die Bau- und Immobilienwirtschaft. Hier verfügt er über Know-how, welches ihm bei der Erfassung von Randbedingungen, Marktteilnehmern, Aktivitäten und Zusammenhänge unterstützt. Des Weiteren hat der Infrastrukturmanager rechtliches Grundwissen im öffentlichen Recht und Baurecht.
Das Wissen über zeitgemäße und leistungsfähige Geographische Informationssysteme und ihre Handhabung befähigen ihn zum Umgang mit diesen Systemen.

### Wirtschaftslehre und Unternehmensführung
Das Verständnis der Wirtschaftsvorgänge stützt sich auf die Grundlagen der betriebs- und volkswirtschaftlichen Zusammenhänge, welche der Infrastrukturmanager während seines Studiums verinnerlicht hat. Dazu gehören Kenntnisse über Marktprozesse, marktorientierte Unternehmensführung und die Marktforschung.
Er ist in der Lage das externe Rechnungswesen zu analysieren und Berechnungen auf diesem Gebiet eigenständig durchzuführen. Es ist ihm möglich, durch die unterschiedlichen Instrumente des operativen und strategischen Controllings, Methoden der Unternehmenssteuerung anzuwenden. Statische und dynamische Investitionsrechnungsmodelle gehören ebenso wie sämtliche Grundlagen der Mathematik und Finanzmathematik zu seinem Repertoire.
Um den Infrastrukturmanager auf das spätere Arbeitsleben vorzubereiten, werden neben den wirtschaftlichen Fähigkeiten auch Schlüsselqualifikationen wie Teamarbeit, Kommunikation und Präsentation gefördert. Hierzu gehören auch technische und kaufmännische Englischkenntnisse, welche ihm während des Studiums vermittelt werden.

### Sonstige Qualifikationen
- Technical English
- Business English
- Schlüsselqualifikationen (Soft-Skills: Gruppen- und Projektarbeit, Präsentation und Kommunikation)
- Grundlagen Arbeitsschutz
- Praxiserfahrung in zwei interdisziplinären Projekten

## Voraussetzungen
Der Studiengang besitzt eine wirtschaftliche, als auch eine naturwissenschaftliche Ausrichtung, daher ist es notwendig, ein vielseitiges Interesse für diese Themenbereiche zu besitzen. Das Angebot richtet sich in erster Linie an Studieninteressierte, die sich mit Aspekten der Bereiche Bauen und Planen, Energie, Verkehr, Projektmanagement sowie wirtschaftlichen Komponenten auseinandersetzen und diese miteinander verbinden möchten.
Eine Berufsausbildung in einem staatlich anerkannten Ausbildungsberuf im technischen oder kaufmännischen Bereich wird beim Bewerbungsverfahren angerechnet, ebenso eine längerfristige Berufstätigkeit. Empfohlen wird ein dreimonatiges Vorpraktikum in den Bereichen Energie, Verkehr, öffentliche Verwaltung im technischen Bereich, bei Ver- und Entsorgungsbetrieben und verwandten Fachrichtungen in infrastrukturorientierten Unternehmen und Büros.
Die Voraussetzung für das Studium des Infrastrukturmanagers ist die allgemeine Hochschulreife oder eine Fachhochschulreife.

## Abschluss
Die Berufsbezeichnung lautet Ingenieur bzw. Infrastrukturmanager. Das Studium des Infrastrukturmanagements an der Hochschule für Technik Stuttgart (HfT) schließt mit dem akademischen Hochschulgrad „Bachelor of Engineering“ ab. Ein anschließendes Masterstudium ist wie eine darauf folgende Promotion prinzipiell möglich, z. B. im Fach „Verkehrsinfrastrukturmanagement“ an der HfT Stuttgart. Siehe hierzu den Hauptartikel: Bachelor.
Durch das 7-semestrige Studium mit dem „Betreuten Praktischen Studienprojekt“ sind die Führung des Titels „Ingenieur“ und die Kammerfähigkeit (Ingenieurkammer) gewährleistet.
Ebenso bieten Hochschulen bzw. Fakultäten infrastrukturlastige Studiengänge an, in welchen das Infrastrukturmanagement Kernbestandteil ist, siehe beispielsweise das Studium zum Verkehrsingenieur. (Technische) Universitäten vergeben im Ingenieurwesen in der Regel den akademischen Grad Bachelor bzw. Master of Science, der dem Bachelor bzw. Master of Engineering gleichgestellt und ebenfalls kammerfähig ist.

## Berufsbild
Nach dem Abschluss des Studiengangs Infrastrukturmanagement ist er in der Lage, in den unterschiedlichsten volkswirtschaftlichen Bereichen zu arbeiten. Dies wird durch die breite Fächerung der Module während des Studiums sichergestellt und ermöglicht dem Infrastrukturmanager zusätzlich eine sehr gute Anpassungsfähigkeit. Eine Analyse von einfachen und komplexen Infrastrukturen und ihren Komponenten in struktureller, technischer und finanzieller Hinsicht ist nach dem Studium möglich. Dazu zählen die Schwerpunkte: Betriebswirtschaft, Energie, Finanzwesen (financial engineering), Immobilienwesen, Recht, Stadtgestaltung und Stadtplanung, Unternehmensführung, Verkehr und Wasserwirtschaft.
Die Aufgaben des Infrastrukturmanagers erstrecken sich von Erstellen von Ausschreibungen, Risikoanalysen, verkehrsplanerischen Maßnahmen und Wirtschaftlichkeitsberechnungen bis hin zu den unterschiedlichsten Bereichen des Facility- und Projektmanagement.
Durch die starke Einbindung der Energie- und Versorgungsunternehmen in das Studium werden die Infrastrukturmanager für den Bedarf an Ingenieuren im Versorgungs- und Energiesektor branchengerecht ausgebildet. Ein weiterer Bereich, in dem der Infrastrukturmanager tätig ist, ist der öffentlichen Dienst bzw. die öffentliche Verwaltung. Insbesondere wird die Zulassung zum Vorbereitungsdienst für den
gehobenen bautechnischen Dienst gegeben sein, der Voraussetzung dafür ist, eine Beamtenlaufbahn einzuschlagen.
Mögliche Arbeitgeber:
- Beratungen/Consultingunternehmen
- Planungsbüros für Infrastrukturen
- Dienstleistungsunternehmen
- Projektentwickler
- Banken und Versicherungen
- Landratsämter, Regierungspräsidien
- Energie- und Versorgungsunternehmen
- Entsorgungsbetriebe
- Verkehrsbetriebe
- Weiterbildungsmöglichkeiten an Hochschulen und Universitäten